# Anna de Maré-Svensson
Anna Matilda Gabriella Svensson, tidigare de Maré, född 1 september 1860 i Stockholm, död 24 mars 1938 i Eksjö stadsförsamling, Jönköpings län, var en svensk rösträttsaktivist. 
Hon var verksam i kampanjen för införandet av kvinnlig rösträtt i Sverige och ordförande för Föreningen för kvinnans politiska rösträtt i Gävle 1916-1921.